# Pokolec strojny
Pokolec strojny (Acanthurus lineatus) - ryba morska z rodziny pokolcowatych. Bardzo popularna w akwarystyce morskiej.

## Występowanie
Ocean Indyjski i Ocean Spokojny

## Opis
Dorasta do 38 cm.
Pokolec jest zwany "rybą chirurgiem", co powiązane jest z jego systemem obronnym. Kiedy do pokolca zbliża się napastnik, ryba wystawia błyskawicznie swoje małe, ostre kolce znajdujące się u podstawy ogona i tak uzbrojonym ogonem odstrasza napastnika.